# Veikko Männikkö
Veikko Männikkö (ur. 28 grudnia 1921 w Jalasjärvi, zm. 19 czerwca 2012 w Seinäjoki) – fiński zapaśnik, uczestnik Igrzysk Olimpijskich w 1948 w Londynie i Igrzysk Olimpijskich w 1952 w Helsinkach.

## Igrzyska Olimpijskie 1948
Männikkö na igrzyskach w Londynie wystąpił w turnieju zapasów klasycznych do 73 kg. W pierwszej rundzie wygrał z reprezentantem Turcji Ali Özdemirem następnie przegrał z Norwegiem Bjørn Cookem. W trzeciej rundzie wygrał przed czasem z Alberto Longarella z Argentyny. W czwartej przegrał z Miklós Szilvásy z Węgier. Ostatecznie został sklasyfikowany na 4 pozycji.

## Igrzyska Olimpijskie 1952
W Helsinkach Männikkö ponownie wystartował w takim samym turnieju. Jednakże po dwóch walkach: wygranej z Marinem Belușicą z Rumunii i przegranej z Osvaldo Rivą z Włoch odpadł z turnieju.